# Barbus pumilus
Barbus pumilus és una espècie de peix cipriniforme de la família dels ciprínids.

## Morfologia
Els mascles poden assolir els 2,3 cm de longitud total.

## Distribució geogràfica
Es troba al Nil Blanc i al llac Núbia (Àfrica).